# كارل فريدريش فيلهلم جيسن
كارل فريدريش فيلهلم جيسن (بالألمانية: Carl Jessen)‏ (و. 1821 – 1889 م) هو عالم نبات، وأستاذ جامعي من ألمانيا . ولد في شلسفيغ .
وهو عضو في الأكاديمية الألمانية للعلوم ليوبولدينا .
توفي في برلين .

## مناصب وهيئات
أدار جامعة غرايفسفالت.